# 9878 Sostero
9878 Sostero eller 1994 FQ är en asteroid i huvudbältet som upptäcktes den 17 mars 1994 av Farra d'Isonzo-observatoriet i Farra d'Isonzo. Den är uppkallad efter den italienska amatörastronomen Giovanni Sostero.
Asteroiden har en diameter på ungefär 8 kilometer